# James S. Golden

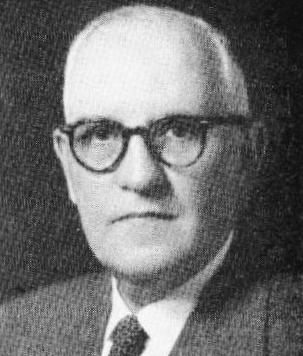
James S. Golden

James Stephen Golden (* 20. September 1891 in Barbourville, Kentucky; † 6. September 1971 in Pineville, Kentucky) war ein US-amerikanischer Politiker. Zwischen 1949 und 1955 vertrat er den Bundesstaat Kentucky im US-Repräsentantenhaus.

## Werdegang
James Golden besuchte die öffentlichen Schulen seiner Heimat. Danach studierte er bis 1912 an der University of Kentucky in Lexington. Nach einem anschließenden Jurastudium an der University of Michigan in Ann Arbor und seiner 1916 erfolgten Zulassung als Rechtsanwalt begann er in Barbourville in diesem Beruf zu arbeiten. Zwischen 1918 und 1922 fungierte er als Staatsanwalt im Knox County. Politisch war Golden Mitglied der Republikanischen Partei. Im Jahr 1952 war er Delegierter zur Republican National Convention in Chicago, auf der Dwight D. Eisenhower als Präsidentschaftskandidat nominiert wurde.
Bei den Kongresswahlen des Jahres 1948 wurde Golden im neunten Wahlbezirk von Kentucky in das US-Repräsentantenhaus in Washington, D.C. gewählt, wo er am 3. Januar 1949 die Nachfolge von William Lewis antrat. Nach einer Wiederwahl im Jahr 1950 konnte er diesen Distrikt bis zu dessen Auflösung am 3. Januar 1953 im Kongress vertreten. Bei den Wahlen des Jahres 1952 wurde er als Nachfolger von Joe B. Bates im achten Bezirk erneut in das US-Repräsentantenhaus gewählt. Zwischen dem 3. Januar 1949 und dem 3. Januar 1955 konnte er drei Legislaturperioden absolvieren. Diese Zeit wurde vom Koreakrieg und dem beginnenden Kalten Krieg sowie den Ereignissen der Bürgerrechtsbewegung geprägt.
Im Jahr 1954 verzichtete James Golden auf eine weitere Kandidatur. Danach zog er sich aus der Politik zurück. In den folgenden Jahren bis zu seinem Tod am 6. September 1971 praktizierte er wieder als Anwalt.